# Muzeum Archeologiczne w Poznaniu
Muzeum Archeologiczne w Poznaniu – muzeum poświęcone archeologii, zlokalizowane przy ulicy Wodnej w Poznaniu. Posiada cenne zbiory archeologiczne z terenów całej Polski oraz kolekcje pozaeuropejskie. 
Placówka udostępnia zwiedzającym wystawy stałe oraz czasowe. Zajmuje się także działalnością edukacyjną, ochroną zabytków oraz ochroną dziedzictwa archeologicznego. Obecna siedziba muzeum mieści się w Pałacu Górków przy ulicy Wodnej w Poznaniu.
Muzeum jest wpisane do Państwowego Rejestru Muzeów, prowadzonego przez ministra właściwego do spraw kultury i ochrony dziedzictwa narodowego, zgodnie z art. 13 ustawy z dnia 21 listopada 1996 r. o muzeach.

## Historia

### Początki muzealnictwa archeologicznego w Poznaniu

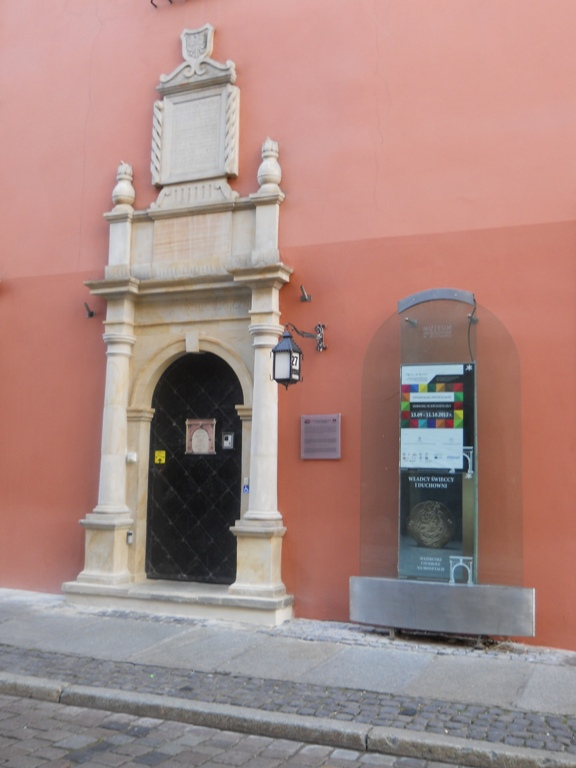
Wejście do Muzeum Archeologicznego

Początki muzealnictwa w Poznaniu sięgają XIX wieku. Mimo trudnej sytuacji narodu Polskiego w pruskiej Prowincji Poznań, w 1857 roku, przy Towarzystwie Przyjaciół Nauk Poznańskie, powstało „Muzeum Starożytności Polskich i Słowiańskich w Wielkim Księstwie Poznańskim”. W 1882 roku placówka zmieniła nazwę na „Muzeum im. Mielżyńskich”. We wczesnych latach działalności muzeum gromadziło rozmaite pamiątki narodowe, którymi w ówczesnym przekonaniu były zabytki archeologiczne. Zbiory muzeum pochodziły z darów oraz z najwcześniejszych wykopalisk archeologicznych. Wraz ze wzrostem prac wykopaliskowych pod koniec XIX wieku powołano Komisję Archeologiczną, która miała podnieść poziom wykonywanych prac archeologicznych. Ze względu na trudności lokalowe, kolekcje muzeum w początkowych latach działalności były udostępnione jedynie specjalistom. Otwarcie pierwszej wystawy szerszej publiczności nastąpiło w 1882 roku. Analogicznie, Niemcy zakładali podobne stowarzyszenia mające na celu podkreślanie niemieckiego charakteru ziem poznańskich. Głównym miejscem przechowywania niemieckich zbiorów archeologicznych stało się Muzeum Cesarza Fryderyka, mieszące się w gmachu dzisiejszego Muzeum Narodowego w Poznaniu. 

### Dwudziestolecie międzywojenne oraz II wojna światowa
Po odzyskaniu niepodległości, Muzeum Cesarza Fryderyka przeszło w polskie ręce i zostało przekształcone w Muzeum Wielkopolskie. W latach 1923 i 1924 nastąpiło połączenie Muzeum Wielkopolskiego i Muzeum im. Mielżyńskich. Po połączeniu zbiorów muzealnych, kolekcja zabytków stała się największa w tej części Europy. Działalność archeologiczna Muzeum Wielkopolskiego w dwudziestoleciu międzywojennym była szeroka. Prowadzono wiele prac wykopaliskowych, organizowano wystawy stałe oraz czasowe, udało się także stworzyć bogatą bibliotekę archeologiczną i zgromadzić spore archiwalia. Ponadto muzeum podejmowało współpracę z różnymi europejskimi oraz amerykańskimi instytucjami związanymi z archeologią. Po wybuchu II wojny światowej władze okupacyjne reaktywowały Muzeum Cesarza Fryderyka. W 1940 roku zbiory archeologiczne wyłączono z reaktywowanego muzeum i przekazano utworzonemu Krajowemu Urzędowi Prahistorii. Polityka historyczna władz okupacyjnych spowodowała, że działania archeologiczne były prowadzone w Wielkopolsce praktycznie przez cały okres okupacji niemieckiej.

### Okres po 1945 roku

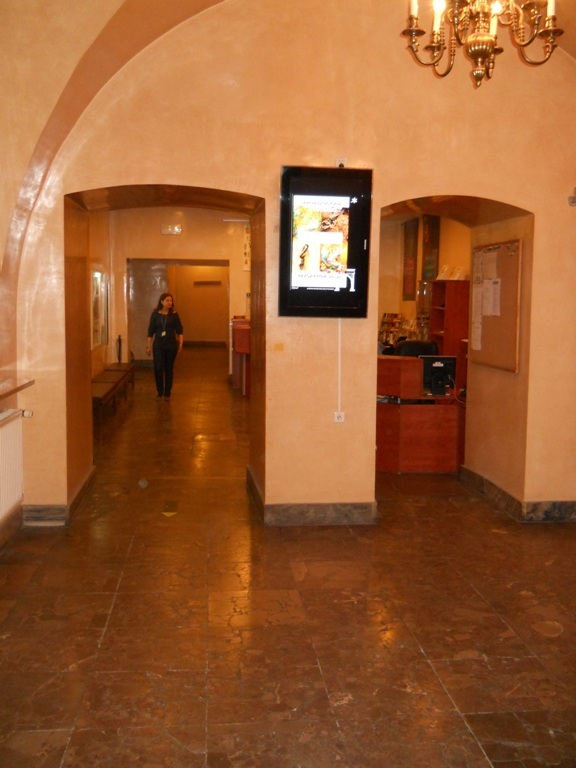
Hol Muzeum Archeologicznego

Po drugiej wojnie światowej, mimo wielu trudności, w stosunkowo krótkim czasie udało się reaktywować w dużej mierze muzeum poznańskie, które otrzymało nazwę Muzeum Prehistorycznego. Usunięto większość zniszczeń wojennych oraz odzyskano dużą część wywiezionych zbiorów. Muzeum zajmowało się głównie archeologią pradziejową i wczesnośredniowieczną. Organizowano badania archeologiczne, gromadzono literaturę, wydawano czasopisma oraz organizowano wystawy. Ważną rolę odgrywały objazdowe wystawy czasowe, docierające do małych wielkopolskich miasteczek. Muzeum z biegiem czasu rozbudowywało się o kolejne działy i pracownie techniczne. W 1949 roku Muzeum Prehistoryczne zostało przemianowane na Muzeum Archeologiczne. Do obecnej siedziby, która mieści się w Pałacu Górków, przeniosło się w 1954 roku. Sam gmach został częściowo zniszczony w czasie wojny, a jego odbudowa ciągnęła się do 1968 roku. Muzeum przez cały okres PRL-u kontynuowało i poszerzało zakres realizowanych projektów. W drugiej połowie lat 60. Lech Krzyżaniak, późniejszy dyrektor, wziął udział w badaniach archeologicznych na terenie Egiptu, początkując tym samym zainteresowanie muzeum archeologią śródziemnomorską. Pojawiły się odtąd wystawy przybliżające zwiedzającym między innymi cywilizacje afrykańskie.

## Dyrektorzy
- Józef Kostrzewski (1949–1958)
- Bogdan Kostrzewski (1958–1968)
- Włodzimierz Błaszczyk (1969–1981)
- Lech Krzyżaniak (1982–2004)
- Marek Chłodnicki (2004–2007)
- Marzena Szmyt (od 2007)

## Dorobek działalności muzeum

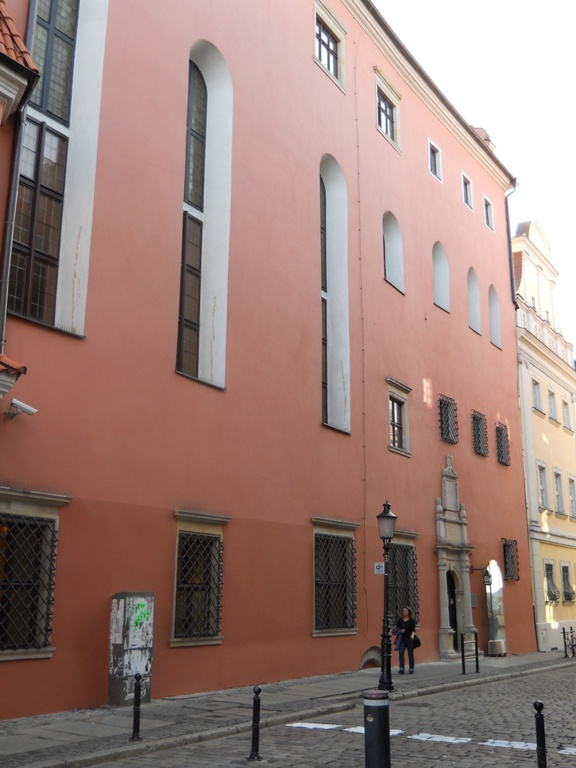
Widok na gmach od strony Ulicy Wodnej

Muzeum poznańskie zainteresowane było początkowo głównie pradziejami w Wielkopolsce. Pierwsze wykopaliska na tym terenie były prowadzone przez archeologów-amatorów. Zabytki oraz opracowania pierwszych wykopalisk w dużym stopniu zostały pozyskane przez Towarzystwo Przyjaciół Nauk Poznańskie, które z biegiem lat przekształciło się w Muzeum Archeologiczne. Towarzystwo Przyjaciół Nauk organizowało także badania wykopaliskowe z własnego ramienia. Pierwszym polskim profesjonalnym archeologiem w Wielkopolsce był Józef Kostrzewski, uchodzący za ojca polskiej archeologii. Był on współzałożycielem powstałego w 1919 roku Uniwersytetu Poznańskiego, późniejszego Uniwersytetu im. Adama Mickiewicza, a także inicjatorem wielu przedsięwzięć archeologicznych w Wielkopolsce i Poznaniu. Między innymi dzięki niemu pracownicy muzeum, oraz sama instytucja, pełni do dzisiaj ważną rolę w organizacji badań archeologicznych na terenie Polski oraz w basenie Morza Śródziemnego.
Poza prowadzeniem wykopalisk archeologicznych, Muzeum Archeologiczne prowadzi także szeroką działalność mającą na celu ochronę dziedzictwa archeologicznego. W ostatnich latach działalności Dział Ochrony Zabytków prowadzi projekty z wykorzystaniem technik komputerowych. Są to między innymi: tworzenie baz danych zabytków archeologicznych w oparciu o program MuzArp, prowadzenie strony internetowej Muzeum Archeologicznego, publikacje archeologiczne na nośnikach cyfrowych.

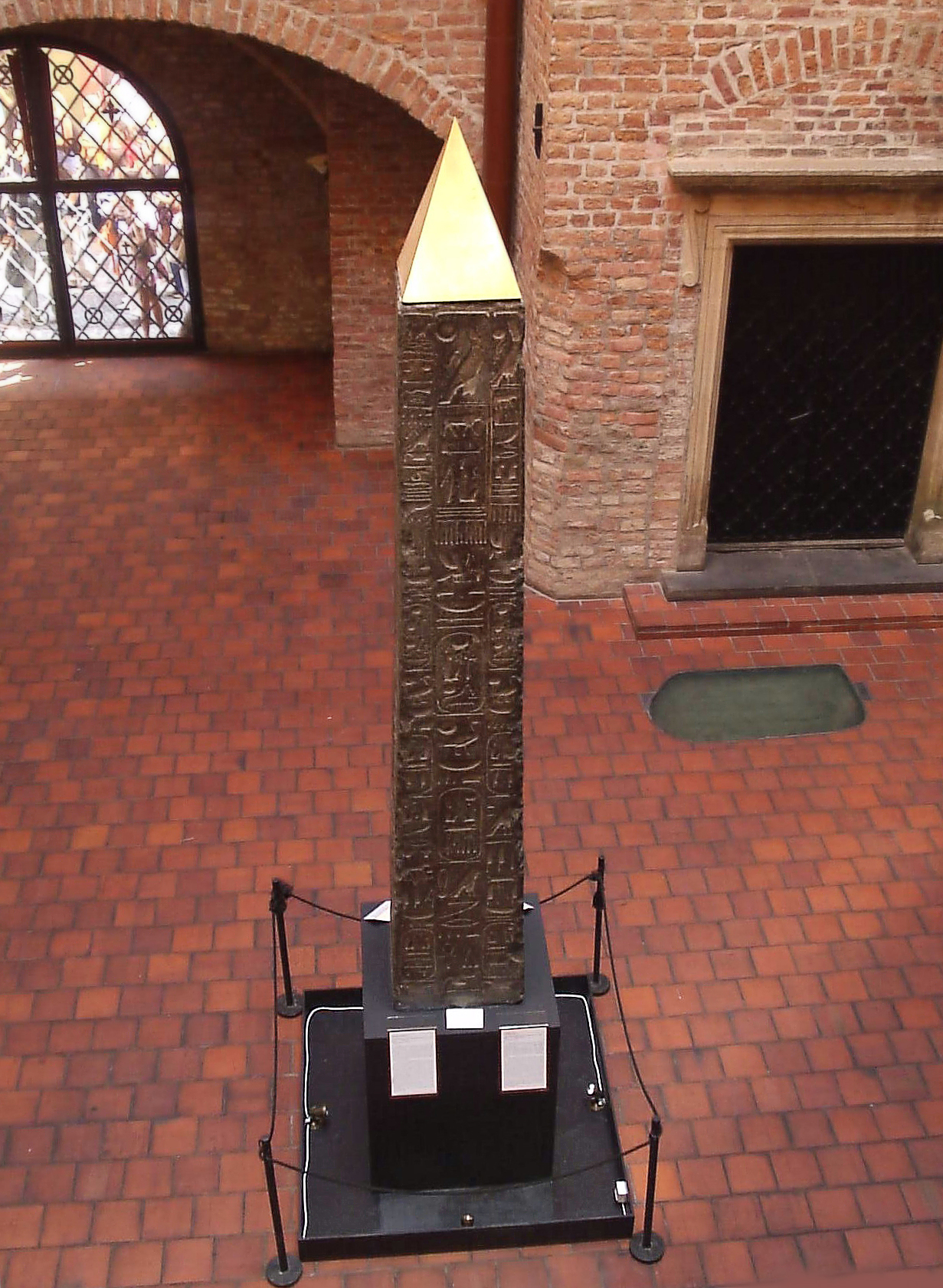
Obelisk Ramzesa II na dziedzińcu Muzeum Archeologicznego

Dla szerokiej publiczności Muzeum Archeologiczne znane jest przede wszystkim z prowadzenia działalności edukacyjnej i wystawienniczej. Za pierwszą wystawę zabytków archeologicznych uznaje się ekspozycje otwartą w 1882 roku w gmachu przy ulicy Mielżyńskiego. Po drugiej wojnie światowej, już w gmachu obecnej siedziby muzeum zorganizowano szereg wystaw stałych i czasowych. Do najważniejszych należy zaliczyć wystawę z 1968 roku „Pradzieje Wielkopolski”, otwartą w 1995 roku wystawę „Bogowie, groby i mumie: droga do wieczności w starożytnym Egipcie”, czy nową wystawę „Pradzieje Wielkopolski” z 1997 roku. Zainteresowanie zwiedzających tematyką starożytnego Egiptu, zaowocowało otwarciem nowej wystawy poświęconej tej tematyce w 1998 roku. Działalność ówczesnego dyrektora Muzeum Archeologicznego – Lecha Krzyżaniaka związanej z problematyką archeologii śródziemnomorskiej spowodowało utworzenie w 2003 roku wystawy traktującej o starożytnym Sudanie.
Muzeum Archeologiczne prowadzi także działalność edukacyjną, skierowaną przede wszystkim do dzieci i młodzieży. Wykorzystując nowoczesne sale edukacyjne oraz multimedia, pracownicy przybliżają zainteresowanym tematykę związaną z działalnością wystawienniczą. Muzeum organizuje także konkursy wiedzy o archeologii i starożytnych cywilizacjach oraz prowadzi stowarzyszenia zajmujące się tematyką związaną z archeologią. W ostatnich latach Muzeum Archeologiczne organizuje także weekendy tematyczne, a także czynnie uczestniczy w festiwalach archeologicznych na terenie Wielkopolski.

## Zbiory Muzeum

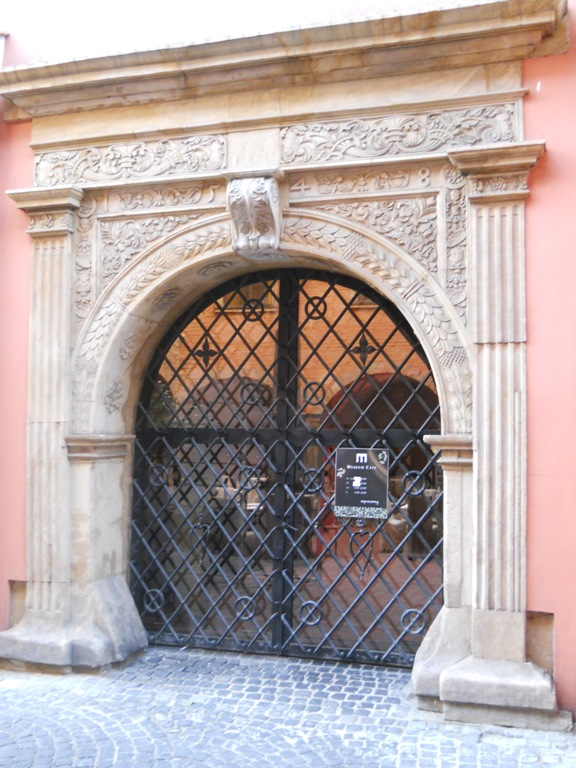
Renesansowy portal, wejście na dziedziniec Muzeum Archeologicznego

Historia zbiorów Muzeum Archeologicznego sięga połowy XIX wieku. Z biegiem czasu, wraz z łączeniem się placówek muzealno-naukowych i rozwojem muzealnictwa w Poznaniu oraz Wielkopolsce, zbiory powiększały się, czemu sprzyjał wzrost badań archeologicznych prowadzonych na terenach Wielkopolski oraz miasta Poznania.
Obecnie zbiory muzeum przechowywane są w trzech działach: Dziale Archeologii Wielkopolski, Dziale Archeologii Powszechnej oraz w Dziale Archeologii Miasta Poznania. Muzeum Archeologiczne w Poznaniu posiada cenne zbiory pochodzące ze wszystkich epok stanowiących przedmiot zainteresowania archeologią. 

### Epoka kamienia
Zbiory epoki kamienia w zdecydowanej większości pochodzą z terenów Wielkopolski. Muzeum posiada także cenne zbiory z epoki kamienia pozyskane z odleglejszych terenów Polski, a także z terenów Francji. Do zbiorów epoki kamienia Muzeum Archeologicznego wchodzą wytwory z gliny, takie jak naczynia gliniane, szpule, łyżki, plastyka figuralna oraz drobne przedmioty związane z tkactwem. Zbiory epoki kamienia to jednak przede wszystkim zbiory kamienne, reprezentowane głównie przez narzędzia rolnicze. W zbiorach znajdują się także spore ilości przedmiotów krzemiennych oraz z kości zwierząt hodowlanych.

### Wczesna epoka brązu
W zbiorach wczesnej epoki brązu znajdują się przedmioty ceramiczne, przedmioty brązowe, kości, przedmioty z kamienia i krzemienia. Do najcenniejszych zabytków należą przede wszystkim zabytki pochodzące z terenów Wielkopolski, stanowiące wyposażenie grobów oraz eksponaty pochodzące z odkrywanych skarbów.

### Kultura łużycka
Zabytki tej kultury stanowią najbogatszą kolekcję Muzeum Archeologicznego. W tym okresie rozpowszechnił się obrządek pogrzebowy ze zwyczajem wkładania dużej ilości naczyń glinianych do grobów. Poza naczyniami glinianymi, przybierającymi nierzadko ciekawe formy, kolekcję łużycką stanowią także przedmioty brązowe oraz żelazne. Bogactwo wielkopolskich stanowisk archeologicznych z czasów kultury łużyckiej spowodowało, że kolekcja muzeum z tej epoki jest bardzo liczna. 

### Kultura pomorska
Kolekcja stanowi zbiór zabytków pochodzących z Kujaw oraz Wielkopolski. Charakterystycznymi przedmiotami owej kolekcji są popielnice z plastycznym wyobrażeniem elementów twarzowych. Magazyn kultury pomorskiej zawiera także sporą kolekcję ozdób z charakterystycznymi ozdobami szyi – napierśnikami na czele. Kolekcję ozdób kultury pomorskiej stanowią także brązowe wielozwojowe spiralne bransolety, kolczyki, zawieszki i zapinki.

### Zbiory zabytków z okresu przedrzymskiego, wpływów rzymskich i wędrówek ludów
Kolekcja obejmuje głównie zabytki z obszaru Wielkopolski oraz Kujaw. Większość zabytków stanowią materiały pochodzące z cmentarzysk oraz osad. W skład kolekcji wchodzą zabytki z gliny, metali, szkła, bursztynu, kości, poroża i kamienia. Kolekcję tworzą różnorodne przedmioty, poczynając od naczyń glinianych, poprzez różne formy ozdób, narzędzi i przedmiotów codziennego użytku. Zbiory z tego okresu stanowią ciekawe przykłady form i wzorów o proweniencji germańskiej a także celtyckiej. Zalicza się do nich między innymi zabytki kultury przeworskiej, wielbarskiej oraz jastorfskiej. 

### Zbiory średniowieczne i nowożytne
Muzeum w swoich zbiorach posiada szerokie spektrum zabytków związanych z okresem słowiańskich wspólnot plemiennych oraz państwa wczesnopiastowskiego. Badania archeologiczne prowadzone w Poznaniu zaowocowały bogatą kolekcją zabytków z czasów miasta przedlokacyjnego i lokacyjnego. Bogactwo form i materiałów wykorzystywanych do tworzenia przedmiotów obrazuje zamożność oraz stopień rozwinięcia wielkopolskiej krainy. Osobną grupę eksponatów stanowią zabytki wykonane z metali szlachetnych.

### Zbiory pozaeuropejskie
Historia zbiorów pozaeuropejskich sięga okresu międzywojennego. Pozaeuropejskie zbiory początkowo były pozyskiwane z darów Polonii, a w późniejszym czasie poprzez wymianę oraz współpracę poznańskiej placówki muzealnej z podobnymi instytucjami w Ameryce Północnej oraz Południowej. W późniejszych latach pozaeuropejska kolekcja powiększyła się o zbiory ze strefy śródziemnomorskiej. Za sprawą profesora Lecha Krzyżaniaka od lat 70. XX wieku zbiory muzeum powiększyły się o znaczną ilość przedmiotów z terenów Sudanu, oraz Egiptu. Do najcenniejszych eksponatów zalicza się przekazany w 2000 roku w depozyt obelisk Ramzesa II z 
Berlińskiego muzeum egipskiego. 

### Kolekcja numizmatów
Numizmaty stanowią cenne zbiory Muzeum Archeologicznego. Pochodzą one w dużej mierze z przypadkowych odkryć towarzyszących XIX-wiecznym pracom rolnym. W zbiorach znajdują się monety pochodzące od czasów rzymskich (denary rzymskie), monety z okresu wczesnego średniowiecza (arabskie dirhemy, denary niemieckie, a także monety z innych krajów). Cenną kolekcją są średniowieczne grosze praskie z XIV wieku oraz kolekcja monet nowożytnych.

## Rezerwat Archeologiczny na Ostrowie Tumskim
W 2012 roku została otwarta nowa placówka Muzeum Archeologicznego – Rezerwat Archeologiczny Genius Loci. Zwiedzający mogą zobaczyć multimedialny pokaz z wykorzystaniem techniki 3D oraz rekonstrukcję średniowiecznych wałów dawnego miasta. W placówce odbywają się również wystawy czasowe oraz imprezy kulturalne i edukacyjne.